# Yüksekören (Kozan)
Yüksekören ist ein Ortsteil (Mahalle) im Landkreis Kozan der türkischen Provinz Adana mit 686 Einwohnern (Stand: Ende 2024). Im Jahr 2011 hatte Yüksekören 947 Einwohner.